# Gromo
Gromo [ˈɡroːmo] (Gróm [ˈɡɾom] in dialetto bergamasco) è un comune italiano di 1 127 abitanti della provincia di Bergamo in Lombardia. Territorialmente posizionato nelle Alpi meridionali indicate con il termine Alpi e Prealpi Bergamasche. È situato sulla destra orografica del fiume Serio, in alta val Seriana, e durante il Medioevo era soprannominato "la piccola Toledo" essendo dotato di numerose fucine, che ne facevano un centro molto importante per la lavorazione del ferro e la conseguente realizzazione di armi bianche, alabarde, scudi e corazze.

## Geografia fisica

### Territorio

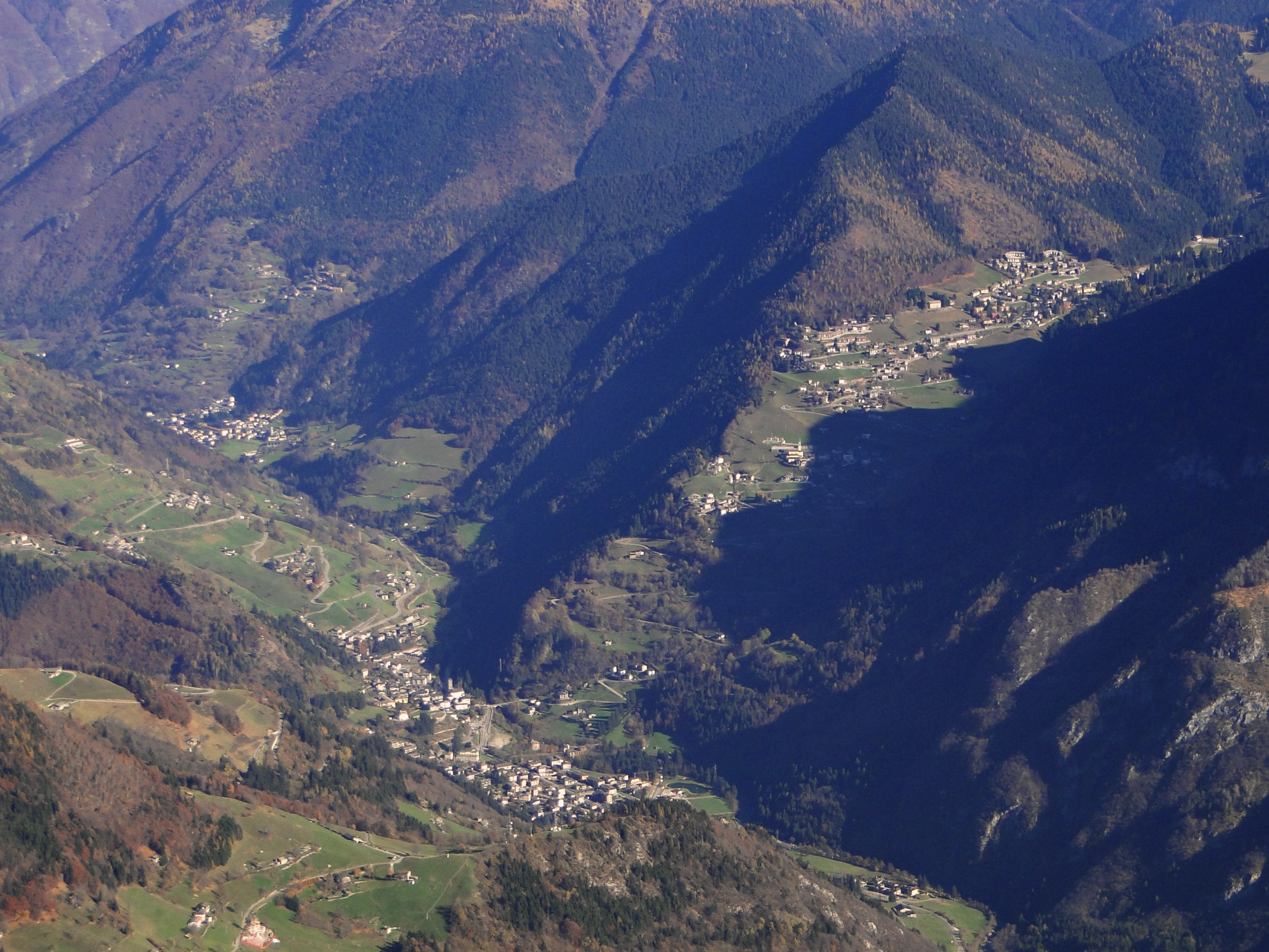
Il borgo di Gromo, con i nuclei di Ripa (a sinistra) e Boario con Spiazzi (a destra)

Il comune è composto dal capoluogo sul fondovalle, posto su una altura rocciosa che domina il fiume Serio, a 676 m s.l.m. e da due frazioni che occupano entrambe le pendici montuose dei due lati della valle. Il territorio è compreso tra i 604 e i 2.534 m s.l.m.
A nord si trova la frazione di Ripa, mentre a est si trova la frazione di Boario, a sua volta formata da vari agglomerati posti tutti tra i 900 e i 1.200 m.
La strada che collega Gromo e il fondovalle con Spiazzi è lunga circa 7,5 km, tortuosa e panoramica, corre per i primi chilometri immersa in splendidi boschi sino alla località Valzella, primo minuscolo nucleo abitato composto originariamente da una dozzina di cascine e abitazioni in pietra con tetti in ardesia, ben conservate e abitate, arricchitosi di alcune decine di palazzine di villeggiatura.
Dalla Valzella in poi la strada esce dai boschi, raggiunge il piccolo abitato di Boario e prosegue su ripidi pendii erbosi, fino a raggiungere le pinete della località Spiazzi.

### Grotta Carsica
Una grotta di origine carsica posta sul monte Redondo è il Bus di Tacoi. Custodisce i migliori esempi di forme carsiche conosciute. La si raggiunge con un'ora di cammino dagli Spiazzi di Gromo, con la quota d'ingresso posta a 1550 m. Si divide in quattro settori formati da cunicoli, corridoi e salti sviluppandosi per 1217 m con un dislivello di 189 m fino a raggiungere il lago verde. L'origine del nome in italiano Buco dei Gracchi è riconducibile all'uccello montano omonimo, che nidificava nell'ingresso della grotta.

### Argentiere
(1599 - Giovanni Renier capitano di Bergamo)
Le antiche miniere d'argento sul territorio di Gromo e di Ardesio, sono una parte importante nell'origine del paese, vengono documentate dagli atti notarili successivi al 1026 anno in cui il vescovo Ambrogio II, riprenderà i diritti sui territori della val Seriana dopo la transazione con il monastero di San Martino di Tours che li aveva ricevuti da Carlo Magno nel 774, ma che alcune famiglie nobili di Bergamo avevano occupato. Il vescovo Ambrogio però donò le miniere e parte del territorio di Clusone ai suoi congiunti i conti di Bergamo de Martinengo.
Enrico III aveva conferito all'episcopato il dominio temporale sul territorio, ma stavano crescendo nuove realtà politiche che avrebbero portato alla nascita dei comuni e a questo la chiesa che dei territori voleva e ne godeva i diritti, porre impedimento. Bergamo nel 1077 ebbe un nuovo vescovo, Arnolfo, poi deposto, ma dalla sua nomina sono documentate le prime notizie delle miniere d'argento, con atti di acquisto dei territori e dei diritti minerari, atti a volte interposti da terze persone.
Difficile localizzare l'esatta posizione delle miniere d'argento sul Monte Secco ad Ardesio, mentre quelle di Gromo si trovavano in località Coren del cucì che pur essendo una miniera chiusa è visibile, e altre verso la località Bettuno Alto. Non è neppure possibile stabilire quanto fossero ricche di galena argentifera, anche se gli atti notarili del XII secolo con la dicitura: vena d'argento, ne indicherebbero un'abbondante quantità e ottima qualità..
Nel 1179 il vescovo Guala di Bergamo, a causa di un grave dissesto finanziario della diocesi, concesse i diritti sulle estrazioni, previa il pagamento di un obolo. Nel 1229 furono redatti i Capitularia de metallis istituiti dal podestà di Bergamo Rubaconte da Mandello. Il regolamento proibiva la lavorazione dell'argento sui luoghi d'estrazione, e l'esportazione del metallo nei comuni rivali che ne erano privi, doveva obbligatoriamente essere portato a Bergamo per il conio. Ma solo pochi anni dopo con la nomina a vescovo di Giovanni Tornielli, le cose tornarono a complicarsi, tantoché l'atto che indica la vendita dei diritti per la miniera di Gromo dalla famiglia Rivola al vescovo Giovanni risale al 1213, e il vescovo minacciò di scomunica tutte le altre famiglie che non avessero adempiuto a questo obbligo, nominando nel 1229 giudice delle dispute minerarie con gli abitanti di Ardesio, il vescovo Guala di Brescia, che si dichiarerà nel 1235 a favore dell'episcopato, pur non riuscendo materialmente a ottenere i privilegi, risulta infatti che fossero diverse società private a gestire la miniera, tra queste la società “Ardizzone”.
La galena argentifera, estratta nelle miniere dell'alta val Seriana sarà la principale fornitura della zecca di Bergamo per il conio del pergaminus di cui rimane documentazione fino al 1302. Dall'anno seguente Bergamo venne governata da Alberto Scotti di Piacenza e con lui entrarono le nuove monete come il fiorino e lo zecchino.

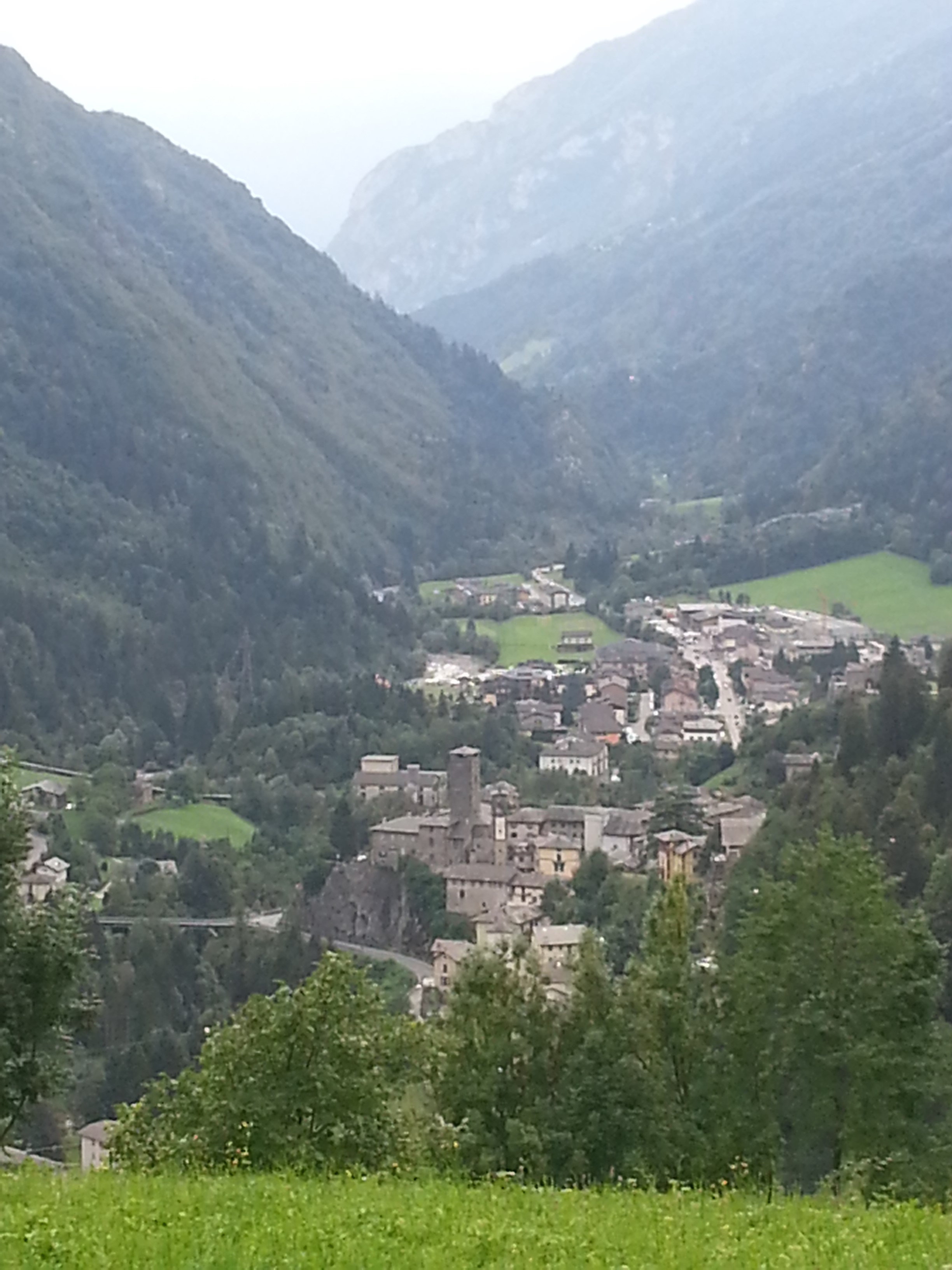
Gromo veduta dalla frazione Ripa

### Clima
Gromo è situato in una vallata e possiede un fondovalle stretto e ripido.

Il suo clima è continentale, con inverni freddi e moderatamente secchi ed estati relativamente calde e umide. In condizioni di cielo sereno, in inverno si ha la tipica inversione con minime tra -4 e -6; in estate invece da minime di 16-17° si può arrivare a massime intorno ai 25-26°. Spesso l'inverno dà luogo a precipitazioni nevose. Anche nel caso di temperature superiori ai 30-33°, il vento è quasi sempre presente e soffia moderato e secco.

## Origini del nome

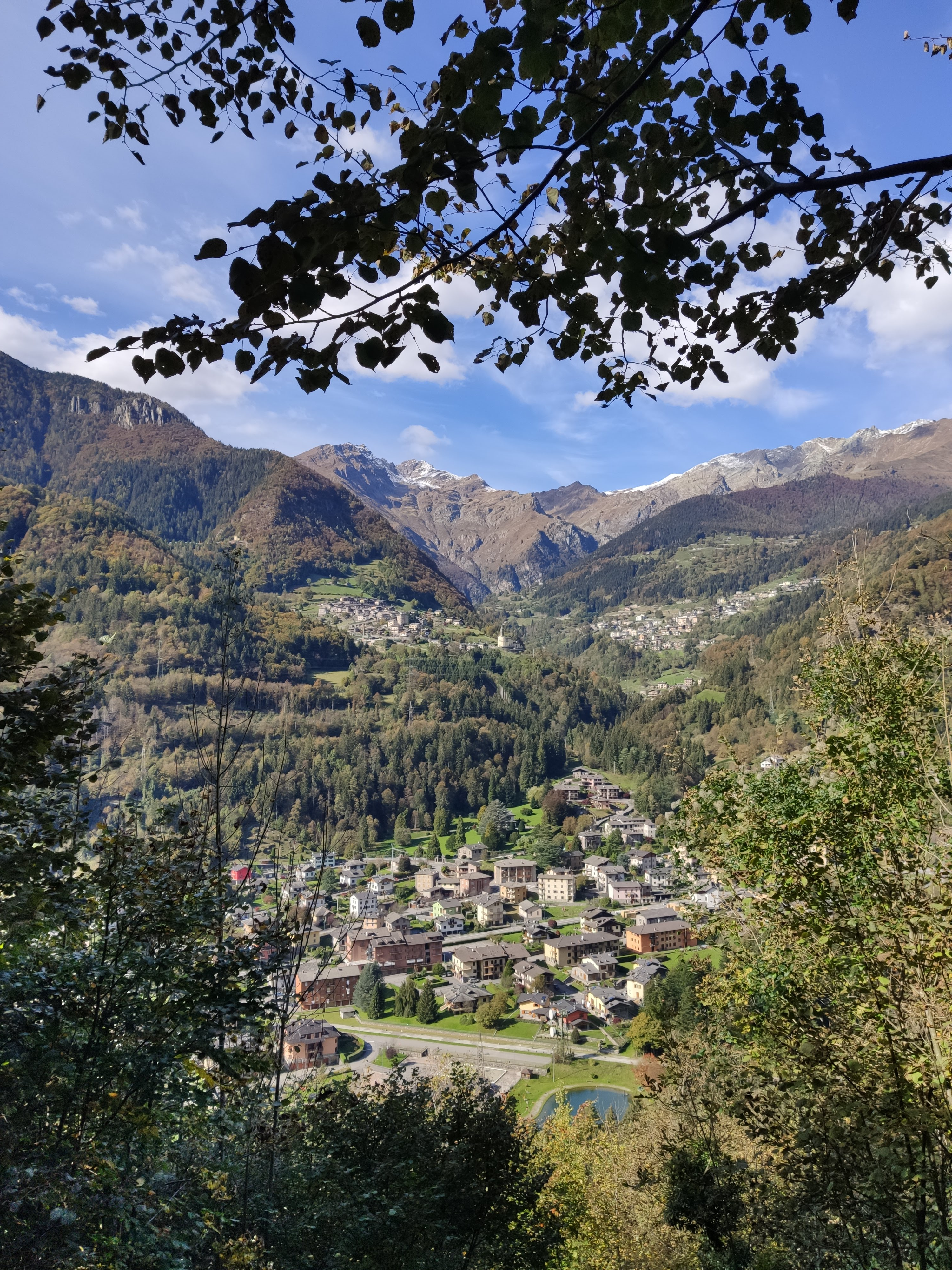
Gromo visto dal Buco di Cornalta sul monte Redondo

Il toponimo del paese deriva da una parola latina: Grumus difatti significa collina, altura. A suffragio di questa teoria ci sono altri esempi nella bergamasca, riferiti a luoghi posti in prossimità di colli o montagne: Grumello del Monte Gromlongo, frazione di Palazzago, e il colle o “collina” Gromo di Bergamo, che ha dato nome alla via Gromo diventata poi via san Cassiano e successivamente via Gaetano Donizetti.

## Storia

### Origini e medioevo
Damnatio ad metalla, così chiamò Plinio il Vecchio (23-79 d.C.) nel suo Naturalis historia i cristiani condannati dai romani a cavar metalli nelle miniere dell'alta Val Seriana. Questo e alcune tracce in armi, cocci, testimoniano la presenza di abitanti sul territorio fin dall'epoca romana, nonché rifugio per i primi italici dalle invasioni barbariche.
Nel 774 il re dei Franchi, Carlo Magno, donò i territori dell'Alta Val Seriana al monastero di San Martino di Tours a Tours e a quello di Saint Denis De Paris. Successivamente nel 1026 l'Episcopato di Bergamo con il vescovo Ambrogio II se ne riappropriò in cambio di altri poderi, riservandosi il diritto sui ricavi della estrazione e lavorazione di argento e di ferro sicuramente presenti in valle, dando inizio a un periodo di gravi controversie tra il potere laico, rappresentato dal feudatario, e il potere ecclesiastico, rappresentato dal vescovo. L'atto fu rogato il 30 luglio 1026, alla presenza del vescovo di Bergamo e del prelato don Raginardo preposito della Canonica di S. Martino di Tours. Anche i primi documenti scritti in cui si attesta l'esistenza del borgo risalgono a quel periodo: compaiono per la prima volta le espressioni "vallis Ardexie seu Grumi" oppure "curia Ardesii er Grummi", proprio ad indicare Ardesio e Gromo, quelli che diventeranno i comuni rurali.
Nel 1179 il vescovo Guala di Bergamo concesse l'uso dei beni dell'alta valle alle famiglie montane, previa l'oneroso pagamento di 200 lire, la comunità venne rappresentata da consoli, tra questi compare Cremonese de Cromo, anche se il territorio di Gromo è da considerarsi ancora parte della valle di Ardesio. Inizia però la formazione della vicinia di Gromo che nel XIII secolo risulta essere autonoma.

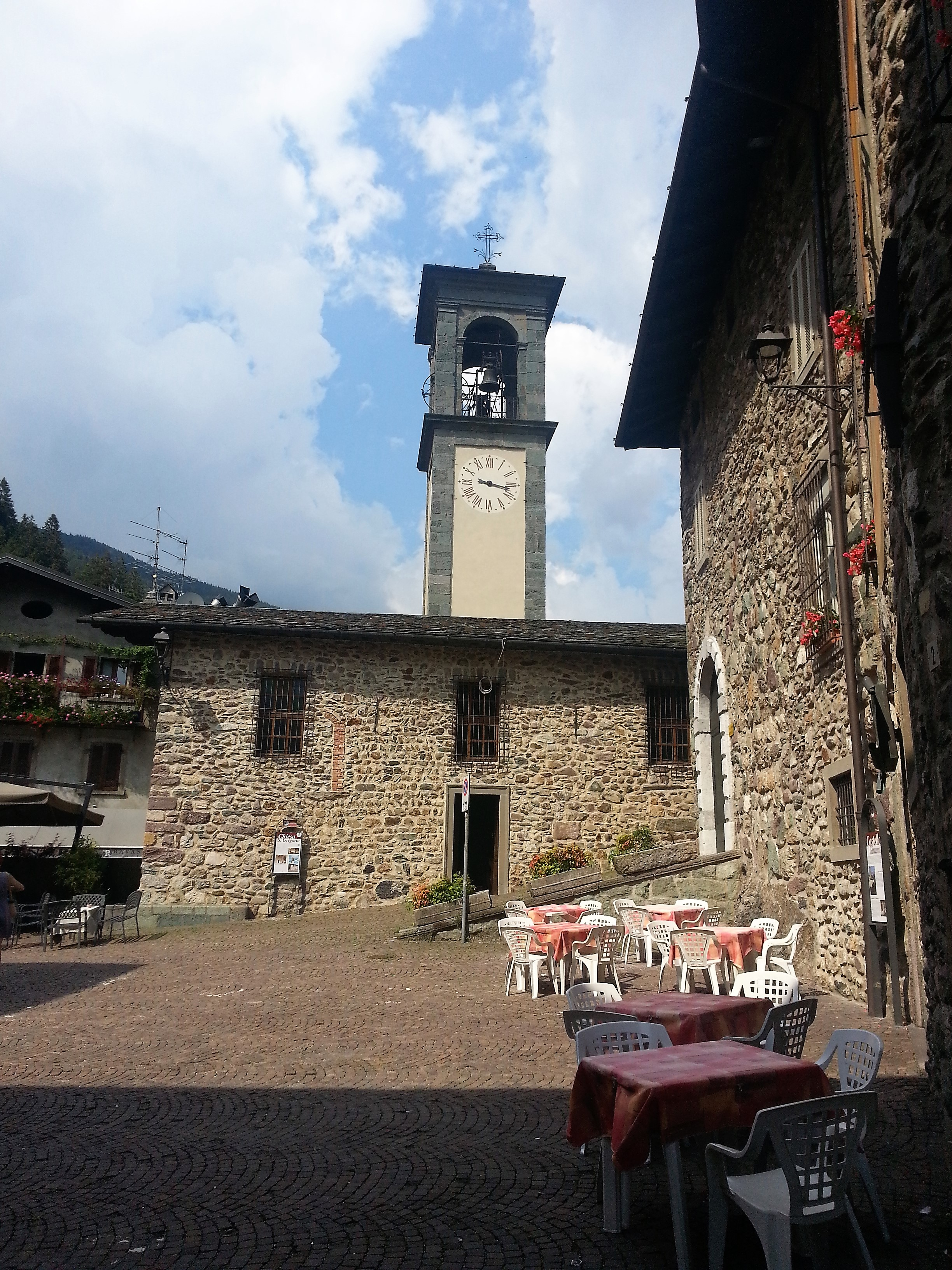
Chiesa di San Gregorio-piazza Dante

L'alta valle divenne area di possedimenti delle famiglie della civitas, Valbondione dai Colleoni, Valgoglio dai della Crotta, mentre Gromo dai Rivola, ma le concessioni vennero contestate dai vescovi che si susseguirono, fino al 1219 quando il vescovo Giovanni Tornielli minacciò di scomunica chi non avesse rimesso le proprietà alla chiesa di Bergamo, causando non poche controversie tra il comune urbano di Bergamo e l'episcopato che avrà a rappresentanza come delegato pontificio negli anni successivi, il vescovo Guala di Brescia.
La famiglia dei Rivola che aveva estratto argento dalle miniere per coniare monete nella prima zecca di Bergamo, cedette i territori al vescovo, è del 13 marzo 1214 un atto stilato nel palazzo vescovile dove Mazzocco di Rivola e Olcinio suo figlio vendono al vescovo Giovanni Tornielli anche il diritto sulla miniera d'argento.
Gromo divenne un comune autonomo come vicinia rurale nella prima parte del XIII secolo, venne infatti redatto il primo statuto il 30 marzo 1238, nel giardino della chiesa dei santi Giacomo e Vincenzo di Betuno di Gromo, da 12 contabili e 4 notai che lo affideranno al podestà Nantelmo da Crema.
La storia di Gromo è legata a quella del territorio bergamasco e dell'alta valle. Dopo la Pace di Costanza del 1183, la valle fu donata da Arnolfo conte d'Austria a Pantaleone Burgente, che promettendo il mantenimento dei privilegi ottenne il giuramento di fedeltà dei cittadini. Nel 1252 gli succedette il nipote conte Antonio Patavino che però concesse al genero Alessandro Ferrarense il governo sul territorio e che giurò di mantenere i diritti e privilegi. Mallevadore al Ferrarense fu Bono Buccelleni che ottenne per questo incarico il possesso della Pretura
Con atto ufficiale del 12 febbraio 1267 Gromo conquistò la sua autonomia diventando borgo, mantenendo i diritti sulla vendita dei metalli, nonché l'esenzione di ogni tributo trasformando il suo stato di comunia vicinorum e universitates vicinorum in burgus.

Napoleone della Torre, podestà di Milano e Bergamo, per ricompensare l'apporto di 200 uomini a sostegno della espugnazione del castello di Covo occupato da Buoso da Duera , concesse ufficialmente a Gromo il privilegio di essere nominato borgo di Bergamo, previo il pagamento di un riscatto, contabilizzato in 433 lire. Il documento, detto Instrumento del privilegio, è conservato e consultabile presso il museo sito nel palazzo Milesi, sede del municipio. Furono due le famiglie che si affermarono con il loro potere e i loro castelli: i Buccelleni, con il loro Castrum de Bucellenis, ed i Priacini, con il Castrum de Priacinis, dal XV secolo dal ramo dei Ginami della famiglia Zuchinali. Intorno a loro si sviluppò il paese con la costruzione delle fucine e il commercio delle armi.
Con l'occupazione di Bergamo e della bergamasca dei Visconti, l'amministrazione fu retta da podestà nominati dalla sede centrale, e con la venuta dei Malatesta nel 1408 fu confermato il sistema del vicariato pur confermando i privilegi e le franchigie precedenti. Gromo, come tutta la val Seriana era di fazione guelfa, contrariamente alla valle di Scalve ghibellina, questo portò a scontri violenti fino all'occupazione veneta del 1427.

### Serenissima Repubblica di Venezia e il declino
Seguì un periodo di prosperità economica, con conseguente significativo sviluppo architettonico: al castello del XIII secolo, si aggiunse il palazzo quattrocentesco, proprietà del comune, la chiesa di San Gregorio e la piazza così come si è mantenuta nel corso dei secoli, piazza che era conosciuta come piazza del Mercato.
Dopo la battaglia di Maclodio del 12 ottobre 1427, nel 1428 la Repubblica di Venezia espanse il suo dominio anche alla Città di Bergamo ed ai suoi contadi, e non sfuggì certo a quest'ultima il potenziale economico che offriva l'alta val Seriana, e nemmeno la qualità delle armi bianche prodotte dagli armaioli di Gromo. Il Trecento era stato il secolo governato dai Visconti, caratterizzato dalle terribile lotte fratricide tra i guelfi e ghibellini, e l'alta val Seriana era diventata una roccaforte guelfa. Con la repubblica di Venezia questa situazione iniziò a migliorare ma i paesi dell'alta valle non volevano più vendette e beghe sul territorio, decisero quindi di formare una unione dei comuni autonoma completamente staccata da Clusone. Il 17 luglio 1473 ad Ardesio fu firmato l'accordo di nove comuni dell'alta valle che si dichiararono a favore della Repubblica di Venezia. Questo favorì nuovi rapporti commerciali anche oltre il territorio lombardo, diventando così il paese noto come "la piccola Toledo". La produzione delle lame è testimoniata dai numerosi atti di vendita conservati sia nel palazzo che negli archivi di Stato di Bergamo e Venezia. In particolare del 1526 un atto di vendita rogato dal notaio Giovanni Buccelleni dove risulta un ordine per la forgiatura di 12000 lame, per la fucina “Maserola” posta lungo il torrente Goglio verso la località Colarete di Valgoglio.
Ma durante il XVII secolo la situazione socio economica del paese cambiò profondamente. Celestino Colleoni nel suo documento "Historia quadripartita di Bergamo et suo territorio" ne fa una descrizione particolareggiata.
L'alta val Seriana era governata dal Consiglio della valle, ma per migliorare la propria gestione, nel 1610 i comuni dell'alta valle uscirono dal consiglio unendosi in quella che venne chiamata Unione formata da Gromo, Valgoglio ed Ardesio, quando nell'anno successivo entrò anche Gandellino si chiamò La Quadra di Ardesio. La frazione Boario sembrò non gradire l'unione tanto che divenne autonoma nel 1612 per poi tornare a unirsi al capoluogo nel 1621.
Il 1º novembre 1666 una sciagura si abbatté sul paese: una rovinosa frana staccatasi dal monte sovrastante detto Cima Bani, portò materiale in massi di pietra e piante, nel torrente Goglio, distruggendo le 32 fucine per la lavorazione del ferro con la produzione di lame e armi in asta, causando la morte di 67 abitanti, le loro abitazioni e ponendo così drammaticamente e sistematicamente fine a un periodo di ricchezza e prosperità. Ne seguì un periodo di grande carestia e miseria. Il verbale dell'evento redatto dall'incaricato della Serenissima ne riporta dettagliata cronaca.
Ne dà relazione anche Giovanni Maironi da Ponte nel suo lavoro del 1817:
(Maironi da Ponte, Dizionario odeporico o sia storico politico naturale)
La relazione del podestà di Bergamo Alvise Contarini II del 10 giugno 1949 riporta che a Gromo vi fossero alcune fucine che lavoravano: “spade e altre arme da punta”.
Furono, nel secolo successivo, costruite due nuove fucine ma anche queste vennero distrutte dall'alluvione sempre del Goglio nel 1834.

### Età moderna e contemporanea

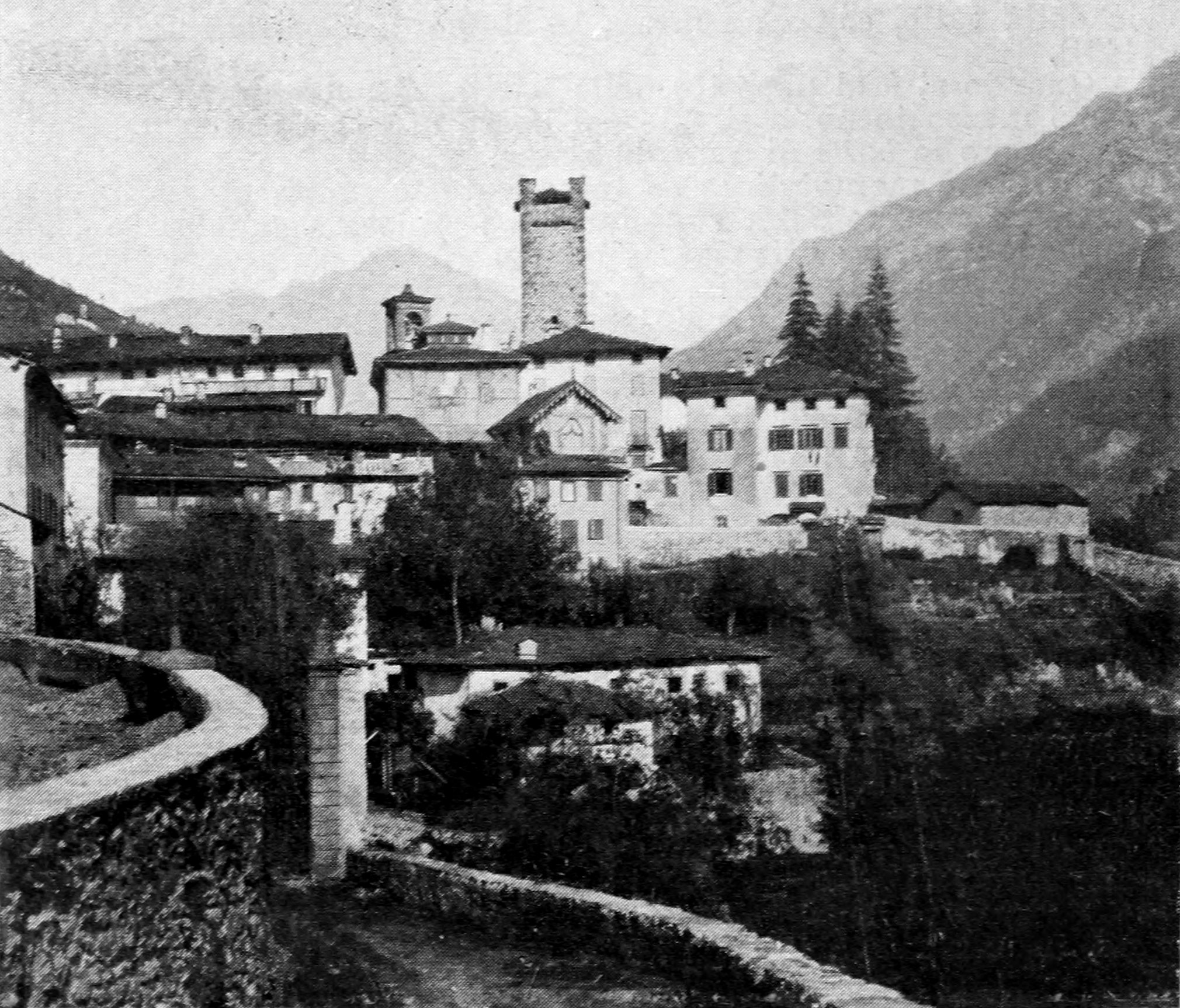
Vista di Gromo nei primi anni del XX secolo

Con l'arrivo di Napoleone Bonaparte, Gromo perse i suoi poteri statutari e il 7 marzo 1798, venne nominato dal compartimento di Bergamo capoluogo del XIX distretto delle "Sorgenti del Serio".
Nel 1809 una revisione dei confini mediante un'imponente opera di accorpamento dei piccoli centri ai più grandi portò Gromo a inglobare nei propri confini amministrativi anche i vicini comuni di Valgoglio e Gandellino. L'unione tra i tre borghi durò poco, dal momento che nel 1816, in occasione del nuovo cambio di governo che vide subentrare l'austriaco Regno Lombardo-Veneto alle istituzioni francesi, questi vennero nuovamente scissi.
La storia del paese negli anni seguenti seguì le vicende della penisola italiana con il passaggio dal dominio Austro-Ungarico all'unità d'Italia.
Nel 1927 il regime fascista, nell'ambito di una riorganizzazione amministrativa volta a favorire i grossi centri a scapito dei più piccoli, unì nuovamente Gromo con Valgoglio e Gandellino. L'unione durò fino al termine della seconda guerra mondiale, quando il 6 maggio 1947 i tre centri riacquisirono l'autonomia, divenuta però esecutiva soltanto nel 1954.
La costruzione delle centrali idroelettriche dalla fine del XIX secolo al XX diede breve risveglio all'economia del territorio.
Nel 1968, dopo una formale richiesta inoltrata nel 1955 e approvata nel 1965, le frazioni di Ripa e Bettuno, già parte del comune di Gandellino, furono aggregate a Gromo.
In tempi più recenti il paese visse periodi di relativa tranquillità, trovando un deciso rilancio, nel XX secolo, grazie all'industria del turismo.
Il 17 luglio 2014, con seduta straordinaria, il consiglio comunale approvò lo Statuto Costitutivo dell'Unione di Comuni dell'Alto Serio con Gandellino, Valgoglio e Valbondione.

### Simboli
Lo stemma e il gonfalone del comune sono stati concessi con decreto del presidente della Repubblica del 27 novembre 2009.
(D.P.R. 27 novembre 2009)
Il gonfalone è un drappo di bianco con la bordatura di azzurro.

## Monumenti e luoghi d'interesse

### Architetture religiose

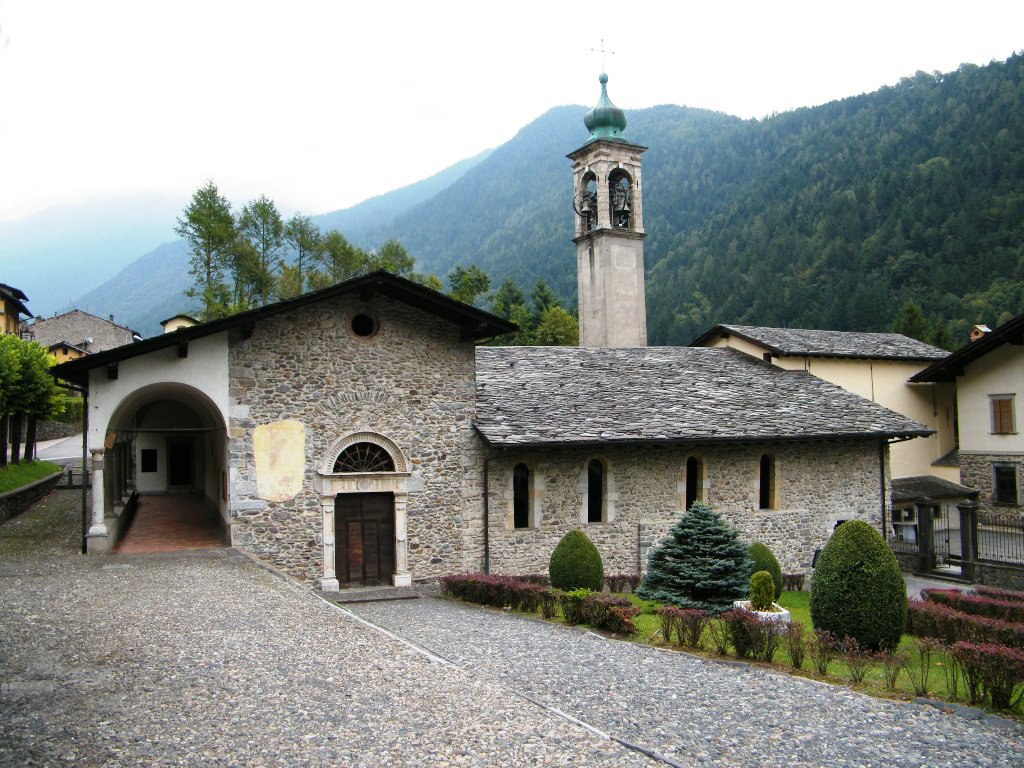
Chiesa di San Giacomo

Chiesa di San Gregorio Magno
La piazza è completata dalla quattrocentesca chiesa di San Gregorio, di proprietà del comune con portale in pietra di Sarnico e soffitto a botte leggermente decorato. Vi è conservata la pala sacra conversazione chiamata la Vergine col Bambino del 1625 di Enea Salmeggia detto il Talpino, dove ai piedi dei santi Gregorio Magno e Carlo Borromeo c'è il paesaggio di Gromo antica e turrita, così come si presentava nel XVII secolo.
Chiesa di San Giacomo e San Vincenzo
Nel 1184 il vescovo Guala di Bergamo nominò un certo Marinono e successivamente il presbitero Alberto di Parre come parroci di questa chiesa, che è la parrocchiale, dedicata ai santi Giacomo Apostolo e san Vincenzo Levita. La struttura nasce come chiesa romanica, ancora visibile nelle aperture monofore poste sul lato a sud, e internamente basilicale a tre navate con archi a sesto acuto che reggono la coperture lignea. L'edificio ha subito nei secoli molti cambiamenti che ne hanno modificato l'aspetto originale. All'interno numerose sono le opere degne di nota: le navate poste a nord e sud presentano un forte intervento barocco; il presbiterio offre un pregevole scenario dato dall'altare ligneo dorato (1645); il coro con 34 cariatidi; sei tele del clusonese Cifrondi raffiguranti il martirio e la morte dei santi patroni, e due portelle in rame dorato contenenti le reliquie di notevole pregio. Nella navata a sud, la pala di Ognissanti di Antonio Marinoni, autore dell'opera simile in San Martino di Nembro mentre la pala di Ognissanti ospitata nella Santa Maria Maggiore a Bergamo nell'altare di San Marco del XVI secolo, è opera di Antonio Boselli.
Il polittico di San Giovanni con cornice in legno dorato, sul lato a nord, opera marinoniana. Il battistero è datato 1511, in stile rinascimentale. All'esterno al termine del portico del XVII secolo, vi è la cappella di San Benedetto, a fianco è allestito il museo che custodisce opere della storia cristiana di Gromo ed è dedicata al vescovo di Brescia Luigi Morstabilini nato nella piccola frazione della Ripa.

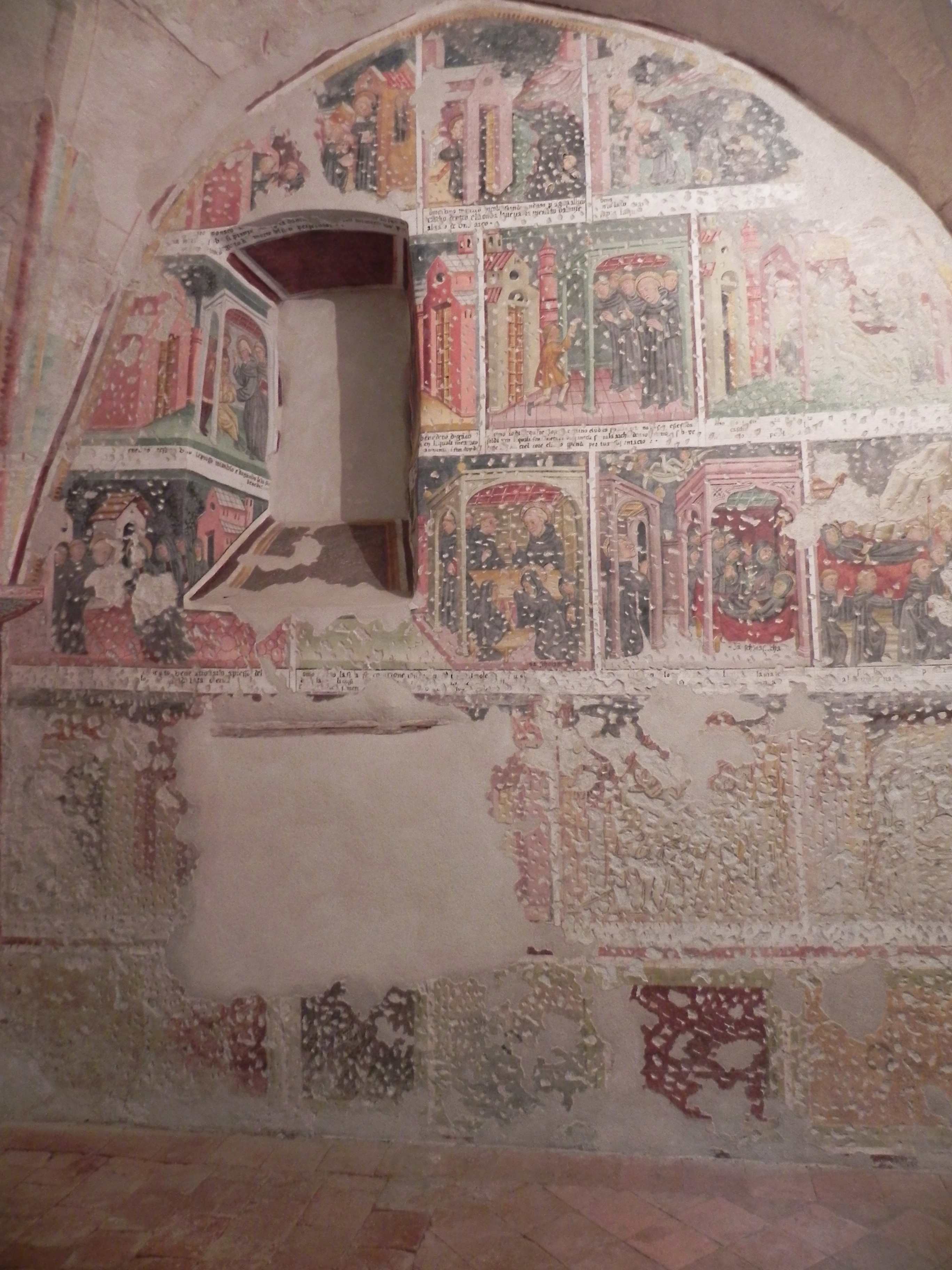
Affreschi del Quattrocento della Cappella di San Benedetto

Cappella di San Benedetto
La piccola cappella dedicata al santo norcese, è stata edificata sull'antico cimitero che circondava la chiesa parrocchiale nel 1454 per volontà del vescovo Giovanni Buccelleni oriundo di Gromo. È collocata in fondo al porticato sul lato a ovest della chiesa ed è rivolta a nord. Vi si accede da due grandi gradini in pietra nella piccola navata a pianta rettangolare che presenta affreschi giotteschi che narrano la storia di san Benedetto e della sorella santa Scolastica. Sulla pavimentazione vi è la pietra tombale del vescovo Francesco Buccelleni morto nel 1482.
Chiesa di San Bartolomeo
La chiesa della frazione Boario dedicata a san Bartolomeo viene citata in un primo documento nel 1401 e nominata parrocchia dal vescovo Daniele Giustiniani nel 1677. Conserva opere di pregio, tra cui il polittico dei Marinoni dipinto a più mani nel corso degli anni. Iniziato da Antonio Marinoni, proseguito poi dal figlio Ambrogio, e consegnato nel 1531, quanto anche questo era morto nel frattempo, tanto che nel 1563 dato il mancato pagamento del saldo dell'opera, la vedova di quest'ultimo, Giulia Pedruzzi, incaricò due pittori per la sua ultimazione Nicola Boneri, sostituito da Giovan Antonio Agnelli, e Giovanni Battista Moroni, il polittico verrà però terminato da Lucano da Imola. La pala della Natività e Santi, datata 1777, posta sull'altare di destra è opera di Saverio Dalla Rosa.

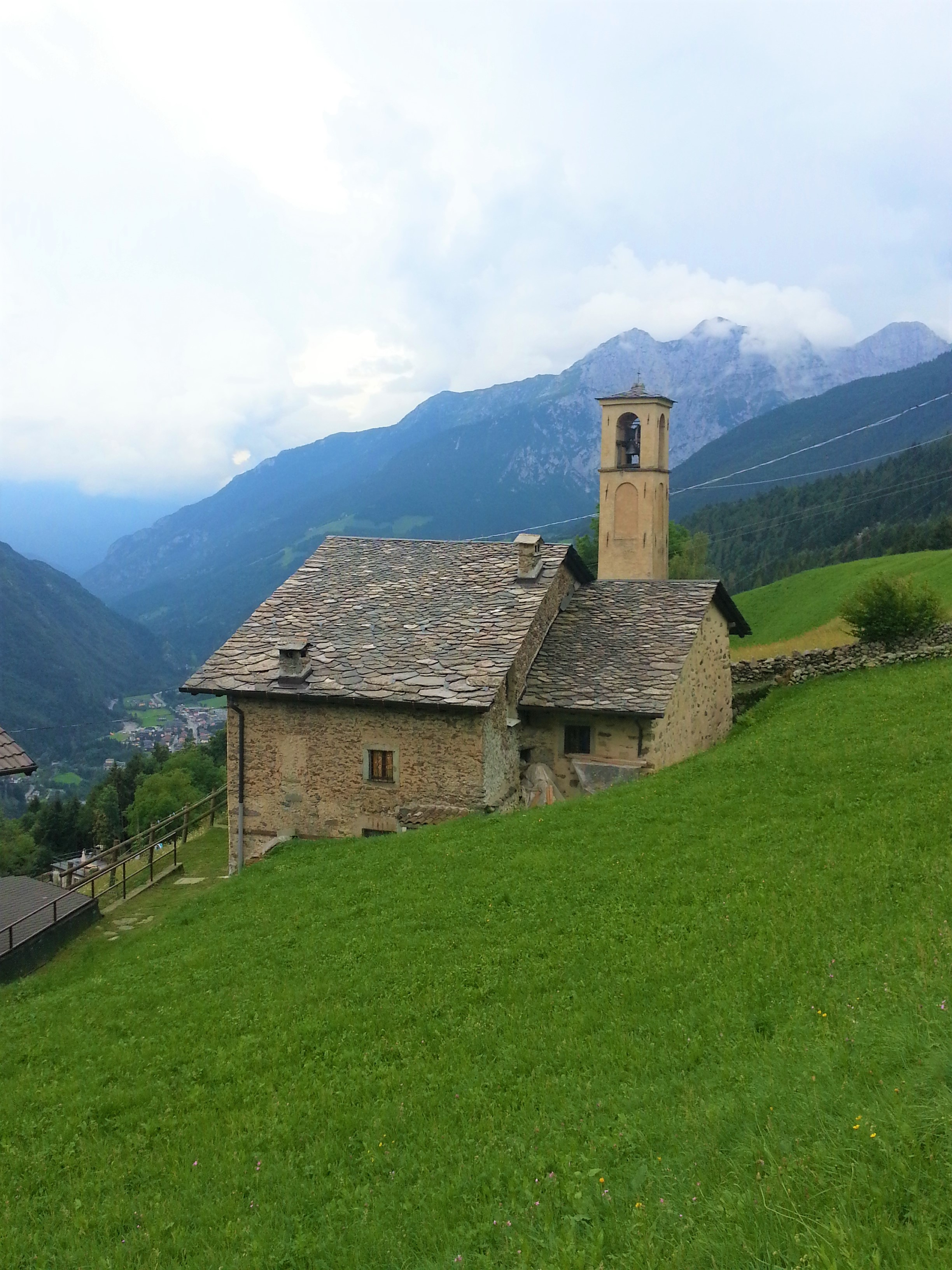
Chiesa della Santissima Trinità.- Ripa Alta

Chiesa della Santissima Trinità
La piccola chiesa della frazione della Ripa Alta è intitolata alla Santissima Trinità e risale alla prima metà del XVI secolo per volere di Andriolo de Burlandis che mise a disposizione un ducato d'oro per l'edificazione di un luogo di culto nelle contrade Burlandis e Mascheri. L'antica mulattiera conduce alla chiesa che si presenta con una semplice facciata rivolta a est dove c'è l'unico ingresso lateralmente accompagnato da due piccole finestre. L'interno, a cui si accede da quattro gradini in pietra arenaria, è a pianta rettangolare a una sola navata, affreschi risalenti al XVI secolo adornano lateralmente le pareti. L'altare maggiore è in legno la cui pala settecentesca raffigura la Santissima Trinità. Lateralmente vi sono le raffigurazioni a fresco di sant'Antonio da Padova e san Giovanni Apostolo. Una tela raffigurante san Francesco è posta a fianco l'ingresso alla sagrestia.

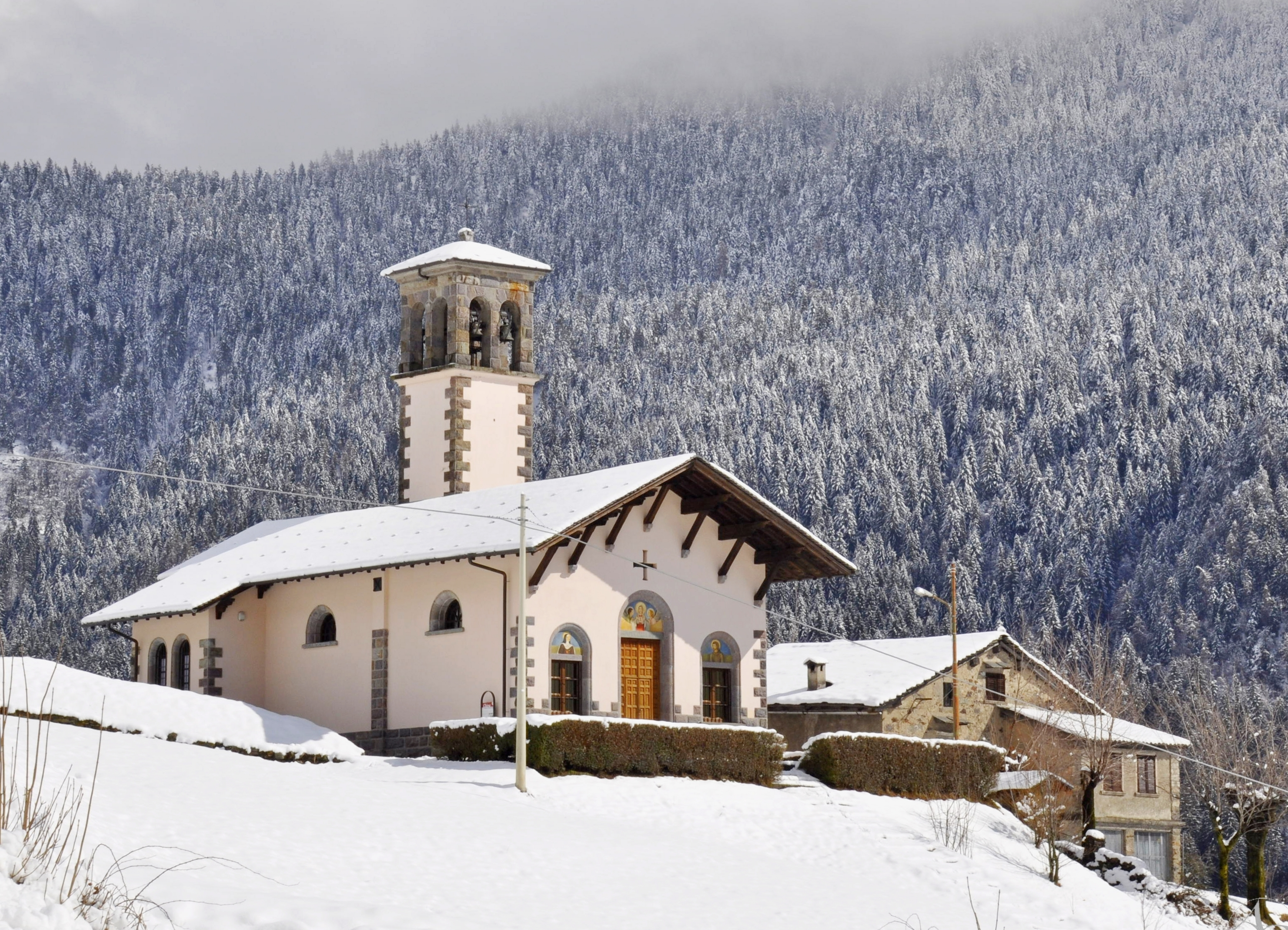
Chiesa della Visitazione di Maria alla cugina Elisabetta

Chiesa della Visitazione di Maria Santissima
La chiesa della Ripa Bassa è dedicata alla visita di Maria alla cugina Elisabetta, fu originariamente edificata nel 1565 venendo poi distrutta e ricostruita nel 1945. La chiesa, rivolta a sud, è visibile anche dal fondovalle. Il tetto a capanna ha grandi in legno spiovente. Il portale centinato con conci di serizzo rosso sagomati e svasati verso l'esterno, è sormontato da una lunetta affrescata con l'immagine del Cuore Immacolato di Maria, mentre le due finestre laterali presentano negli archi superiori la raffigurazione di San Francesco e santa Teresa d'Avila. L'interno è a un'unica navata rettangolare divisa in due campate da due grosse colonne a tutto tondo che portano l'arcata. La chiesa è illuminata da finestre a tutto sesto. Un ingresso secondario è presente nella seconda campata. Il presbiterio con volta a botte, è leggermente ristretto rispetto alla navata e preceduto dall'arco trionfale in pietra, poggiante su pilastri quadrati, e prende luce dalla finestra posta a destra. L'altare maggiore in legno ha l'ancona del XVI secolo in barocco alpino raffigurante la Visitazione di Maria alla cugina Elisabetta con santi.

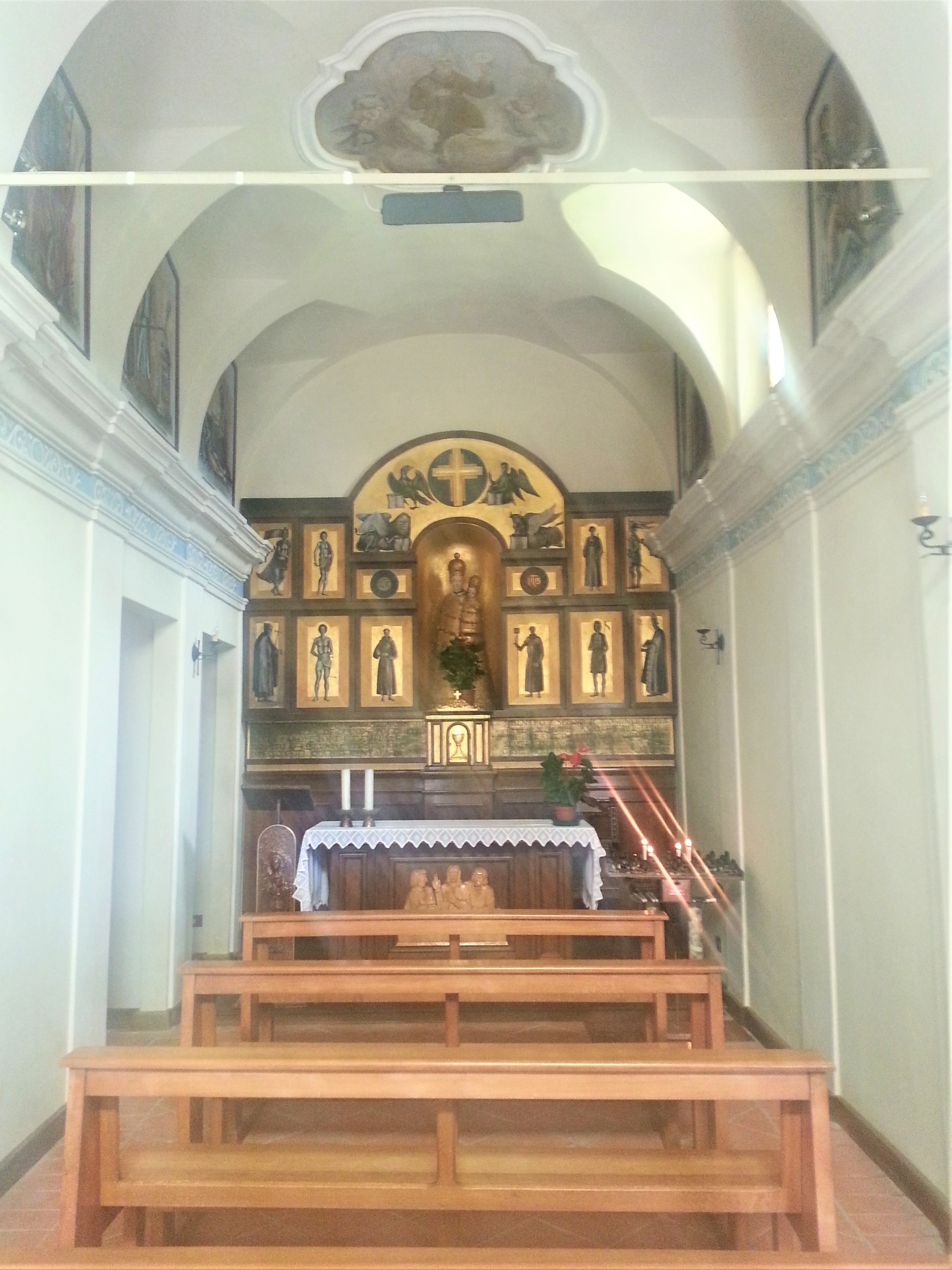
Chiesa di San Bernardino-interno

Chiesa di San Bernardino da Siena
Piccolo oratorio, posto nella contrada di San Bernardino, della frazione Spiazzi e intitolato al santo senese. Fu edificato nel XV secolo, un documento lo indicato terminato nel 1479, sull'onda della santificazione del predicatore (1450). La volta presenta un affresco con l'immagine del santo che regge il trigramma. Un ottimo polittico copre la parte del presbiterio.
Chiesa della Beata Vergine Addolorata
Il piccolo oratorio conosciuto anche come chiesa della crocetta, costruito a scopo devozionale, conserva un affresco della prima metà del Cinquecento, si considera quindi che la sua edificazione risalga a quel periodo.
Chiesa di San Rocco
La piccola chiesa si trovava ubicata presso la contrada del Goglio sulla piazzetta accanto alla locanda Santus. Gli atti della visita pastorale del 1575 di san Carlo Borromeo ne danno una descrizione molto dettagliata. Venne distrutta durante l'alluvione del 1666 rimane a testimonianza la carta topografica e il dipinto del Salmeggia esposto come pala d'altare nella chiesa dedicata a san Gregorio Magno.
Gli archivi documentano anche la presenza di altre chiese poi scomparse, tra queste l'oratorio di San Luigi Gonzaga, posto nel centro del borgo collegato con palazzo Bonetti, e diventato poi ospedale e successivamente locale commerciale; l'oratorio detto Tribulina o forse Santa Croce posto al confine di Gromo di cui si ha notizia negli atti della visita pastorale di san Carlo Borromeo del 1575, che lo descrive: Ha cappella involtata e con dipinti, fu trovato che ove le pareti erano state dipinte le immagini di S. Giacomo e di un altro santo, gli occhi erano scavati...fatta inquisizione, non si è trovato nulla., seguì l'ordine del Borromeo di eliminare l'edificio nell'arco di tre giorni, probabilmente era stato profanato.

### Architetture civili

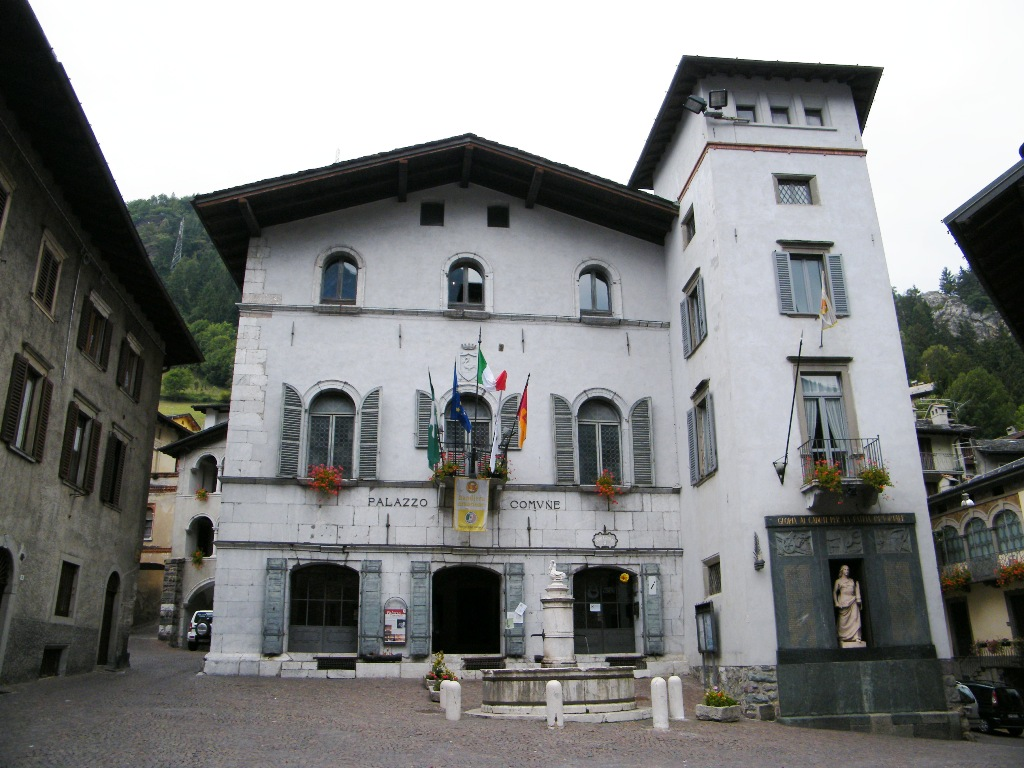
Palazzo Milesi (Gromo)-Municipio di Gromo

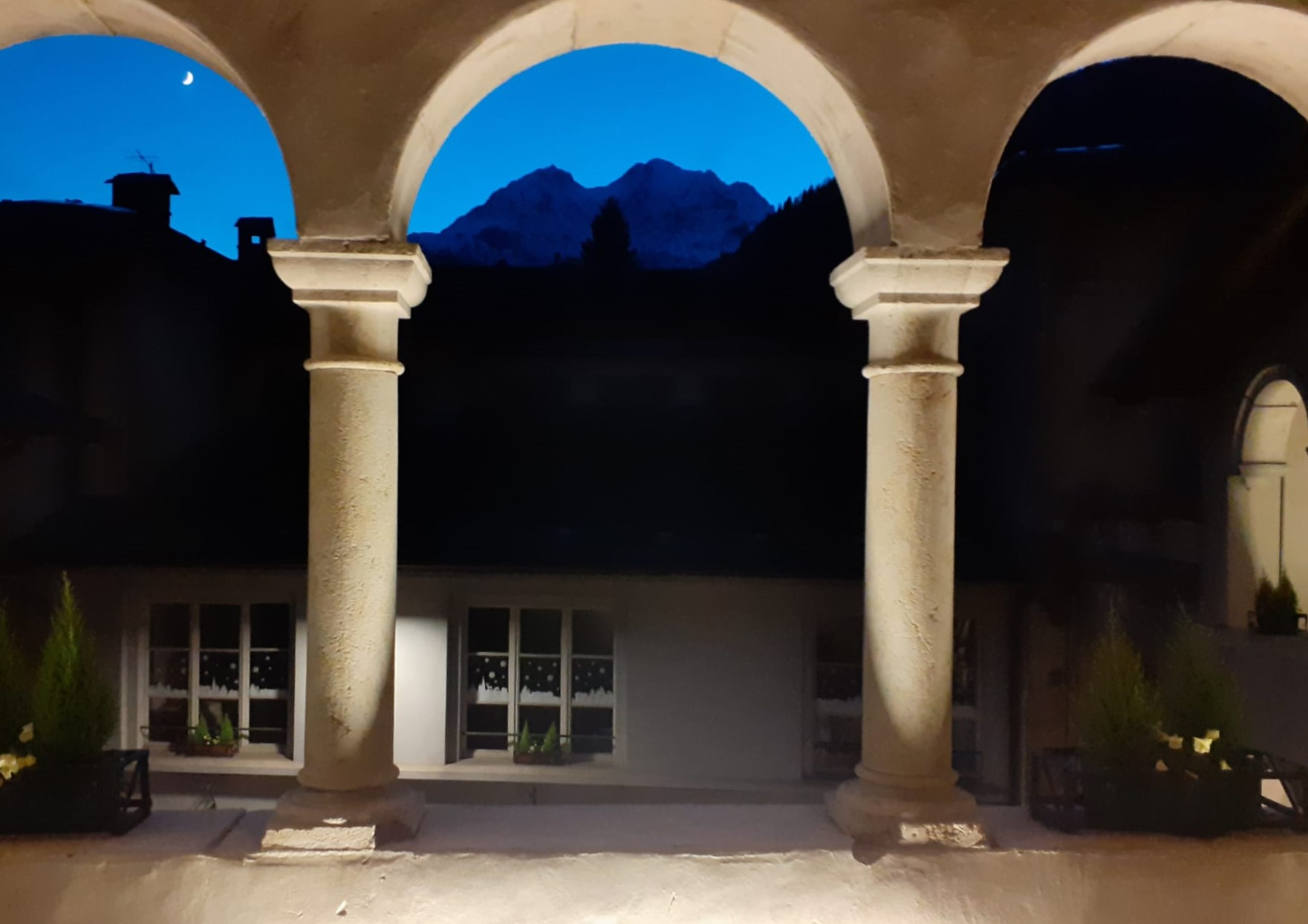
Loggiato di Palazzo Milesi

[…] uno dei pochi esempi delle Valli Bergamasche, di paesi tipici ancora ben conservati sulle antiche strutture urbanistiche con le caratteristiche locali. La piazzetta centrale di Gromo sulla quale si affacciano  la Sede Municipale, la Chiesetta di S. Gregorio e la casa antica dei Ginammi, ora Gelmini, coll'alta torre medioevale, ha un'armonia di rapporti, di proporzioni e alternanza di chiaroscuri di gradevole e insolita attrattiva.[…] A Est strade discendenti sotto un dosso roccioso, portano al ponte sul Serio stretto e incassato per salire alla frazione alpestre di Boario, […] del piccolo ponte arcuato, elemento romantico di paesaggio, ora purtroppo è stato costruito da pochi anni un ponte di maggior portata
( Luigi Angelini Arte minore bergamsca, Istituto Italiano d'Arti Grafiche, 1948,  p. 20. )
Palazzo Milesi
Costruito del XV secolo, il palazzo Milesi è rivestito di marmo grigio venato delle vicine cave di Ardesio. Mantiene intatta la sua facciata, con le cornici e le profilature delle finestre, così come i travetti che formano il soffitto nei salone centrale al primo piano. Due loggiati, soprapposti al portico di pianoterra, con i capitelli dalle colonne a foglie angolari tipiche dell'edilizia bergamasca lo datano nella metà del quattrocento. Il palazzo Ginami, cambiò proprietari in Franzini prima e Scacchi poi, mentre verso la fine del ‘700 passò alla famiglia Milesi. Una fontana circolare, presente nei documenti già dal 1399, di marmo bianco adorna la piazza di fronte al palazzo, che rimane uno dei pochi monumenti a non aver subito negli anni alterazione dell'arte barocca. Con atto del 1924, la famiglia Milesi cedette il palazzo all'amministrazione comunale, compresi i tanti documenti della fondazione Valerio Milesi, databili a un periodo che va dal XIV al XIX secolo, testimonianza del patrimonio culturale del territorio. Il palazzo è sede dell'amministrazione Comunale e dell'ufficio Turistico, mentre ai piani superiori ospita il Museo delle armi bianche e delle pergamene e il Museo EcoNaturalistico. Durante il periodo estivo vi si svolgono numerose mostre d'arte, che hanno visto tra gli espositori Cesare Paolantonio, Trento Longaretti.
Palazzo Bonetti
Posto nella parte centrale del borgo sull'antica via Milesi che conduce all'antica piazza del mercato, poi piazza Dante; è composto da più corpi con un cortile interno, dove vi sono i sotterranei, che nel medioevo erano adibiti a magazzini di deposito di spade e barre di ferro. Il palazzo era adiacente alla chiesa di San Luigi Gonzaga, e in prossimità dell'ospedale, poi soppressi. Il palazzo presenta il loggiato cinquecentesco posto su due ordini con colonnine in marmo e capitelli dorici. Un'antica leggenda, lo vorrebbe abitazione del brigante Rossì o Rusì, che nei locali dei sotterranei rinchiuse una giovane pastorella.
Ville liberty
Lungo la mulattiera che porta dal borgo alla frazione Ripa si trovano alcune ville in stile Liberty dei primi novecento, realizzazione di Berardo Cittadini e adibite a residenze private.
Centrale Crespi
La costruzione della centrale idroelettrica la si deve a Benigno Crespi, proprietario della grande fabbrica di filatura del cotone di Nembro, edificata nel 1878 e fratello di Cristoforo Benigno Crespi. Negli ultimi anni dell'Ottocento la fabbrica occupava molti dipendenti arrivando a più di un migliaio, per la maggior parte di genere femminile. L'energia idroelettrica era quindi fondamentale per il funzionamento dell'industria e Benigno Crespi costruì nei primi anni del XX secolo la centrale idroelettrica a Gromo che fu inaugurata nel 1903 che aveva di una linea di trasmissione, tra le più potenti in Europa per i primi anni del Novecento, tra Gromo e Nembro di 40.000 volt. La famiglia costruì sul territorio del paese l'asilo per l'infanzia Crespi, poi Crespi Morbio, cognome preso dai figli dopo il matrimonio con Giulia Morbio dell'importante famiglia Morbio di Milano che con Pio Morbio era stata tra i fondatori del Corriere della Sera. La centrale fu poi ritirata nel 1964  dall'ENEL.
Centrale Albini
La centrale Albini è stata costruita nel 1920 dalla famiglia Albini lungo il corso del Goglio, nel punto in cui il torrente si immette nel fiume Serio.

### Architetture militari

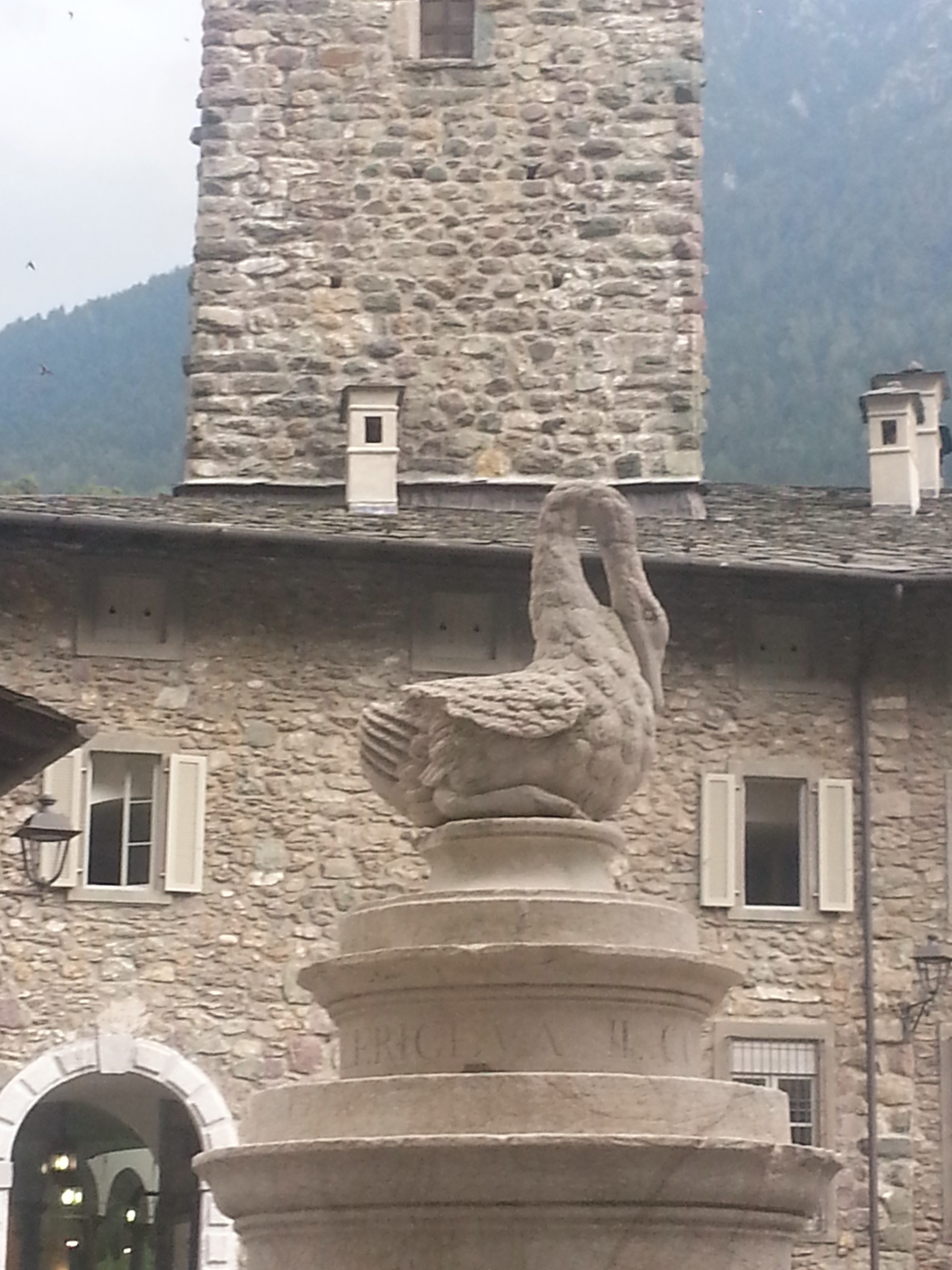
Castello Ginami-Buccelleni e stemma

Castello Ginami
Costruito sopra uno sperone di roccia sulla parte più elevata del territorio, nella prima metà del XIII secolo della famiglia Bucelleni, il castello domina il paese. L'imponenza della torre armigera, rimasta quasi intatta nei secoli, ne è la sua caratteristica. Nel XVI secolo divenne di proprietà della famiglia Ginami, da cui ne prende il nome, continuando a subire modifiche architettoniche di ampliamento, fino al XVII secolo. Solo della prima metà del '900, è invece l'affresco di San Cristoforo che si trova sulla parete che si affaccia alla piazza. Il castello ospita un ristorante.
Castello e Torre Priacini o Torre del Lavanderio
Il castello ha una storia antica, la famiglia Priacini che dà il nome al castello, risulta spostarsi nei primi anni del XIV secolo a Bergamo dove abiterà la torre Migliavacca dei Rivola in via Arena; sarà Antoniolo Priacini nel 1399 a donare la torre alla Congregazione della Misericordia Maggiore con l'obbligo di convertirla in ospedale. Un documento del 1428 nomina il castello Priacini sopra un dosso del borgo di Gromo verso il torrente Goglio di proprietà della famiglia Buccelleni. Resta visibile, nella sua parte originale, solo la prima porzione della torre, detta del Lavanderio, dalle fontane o laandére che vi erano in prossimità, mentre il resto del castello ha subito nel corso degli anni varie trasformazioni, presentandosi in stile castellato con torre, cortile interno e merlature. La proprietà passò dalla famiglia Milesi, a quella Avogadro, ai Ciuffrida che ne compirono una grande ristrutturazione per passare poi alla famiglia Lubrini. Per un'errata interpretazione della calligrafia nell'estimo del 1428 il castello venne erroneamente indicato come del Ganaderio. Dal 2008 Gromo è stato insignito della qualifica di Borgo Medievale e della Bandiera arancione del Touring Club Italiano.
Torre degli Olivari
L'antica torre è posta sulla parte alta del borgo, viene indicata in un documento del 1406 come curtis degli Olivari. La torre non ha più l'altezza originaria ma si presenta con l'importante struttura a blocchi di pietra, inserita nel grande complesso di fabbricati.

## Società

### Evoluzione demografica
Abitanti censiti

### Tradizioni e folclore
La sera del Venerdì santo

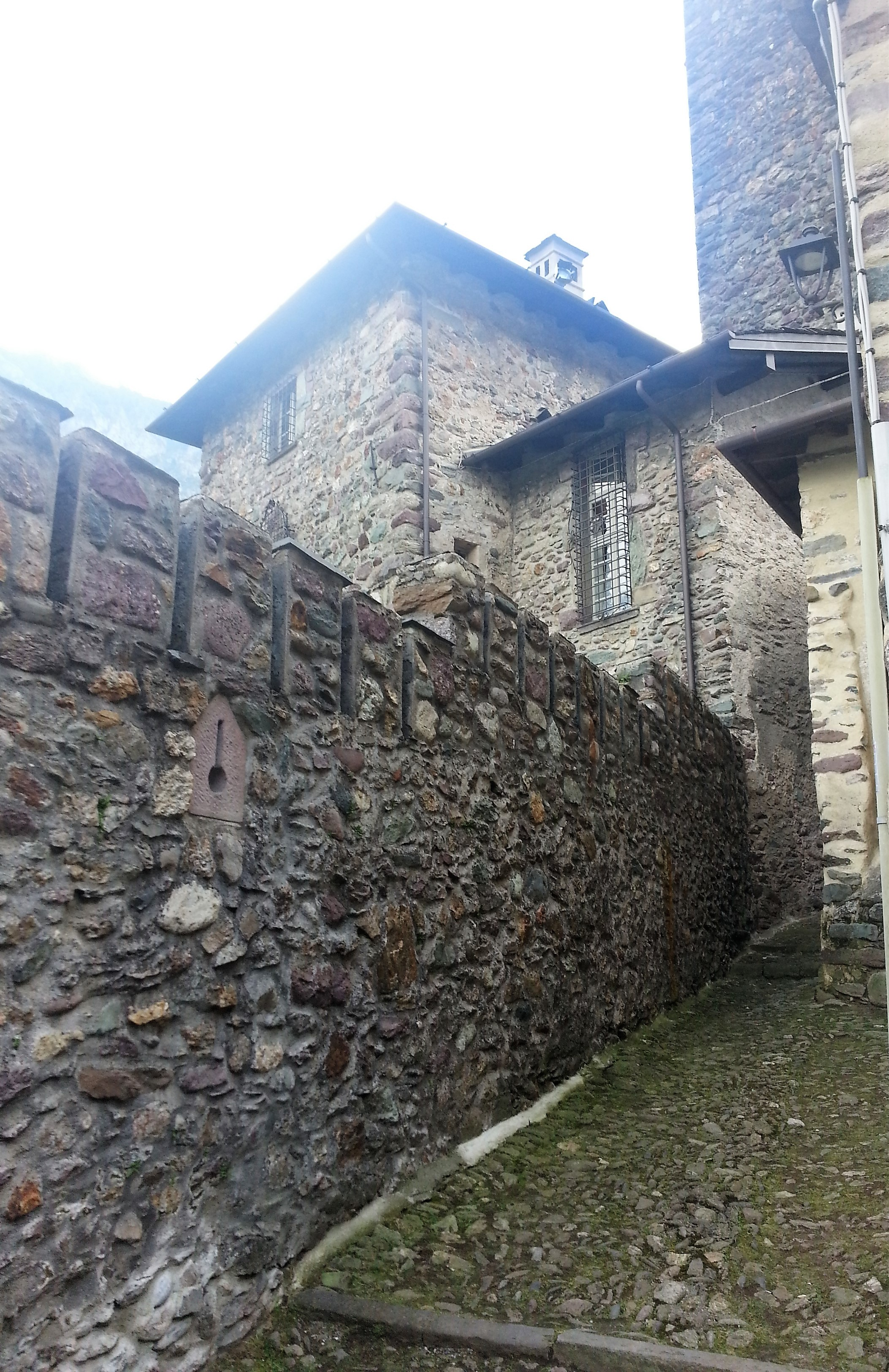
Mura esterne del castello Ginami Buccelleni di Gromo

si svolge una processione notturna molto sentita dalla popolazione.
In quel giorno si usa mangiare la maiassa, una torta particolare, fatta di farina gialla, cipolle, mele e fichi, condita con olio e poi cotta in forno.

## Cultura
Penna d'Oro - Concorso dialettale
Il concorso Penna d'Oro, fondato nel 1958 dalle sorelle De Marchi, l'avvocato Licinio Filisetti e l'ingegnere Adolfo Ferrari, con rappresentante della giuria il poeta Giacinto Gambirasio, avente lo scopo di stimolare l'elaborazione letteraria in lingua dialettale è, ed è stato, l'appuntamento culturale più importante del paese. Nel 1988 la Pro loco, rimasta per anni l'organizzatrice, estese l'ambito del concorso a livello regionale. Numerosi furono i poeti lombardi che si presentarono con le loro opere a questo concorso, mettendo così a confronto le diverse caratteristiche delle lingue dialettali.
Dal 2013 il concorso viene organizzato dal consiglio della biblioteca comunale, ampliandone la partecipazione non solo alle poesie ma anche a brevi poemi, sempre in dialetto lombardo.

### Musei
- Ecomuseo naturalistico[85]
- Museo delle armi bianche e delle pergamene
- Museo parrocchiale Luigi Morstabilini

## Geografia antropica
Il capoluogo si divide in tre località:  Gromo centro, dove è posizionata la parte amministrativa e antica del paese, con il castello Ginami, il Comune nel Palazzo Milesi, la chiesa di San Gregorio, rimasto quasi intatto nella sua conformazione di borgo medioevale. Nella parte a sud del paese la località Pranzera. Nella parte a nord del paese la località Bettuno, sicuramente la più antica dove è presente la chiesa parrocchiale già nominata nel 1184.

### Frazioni
Boario 
La frazione Boario Spiazzi è situata sulla sinistra orografica del fiume Serio, è ormai quasi fusa completamente con la contrada Valzella, grazie alla costruzione di un nuovo complesso di palazzine. Boario è il nucleo originariamente più grande composto dalla chiesa barocca dedicata a san Bartolomeo con annessa canonica e da altre costruzioni sempre in pietra con copertura in ardesia. L'etimologia deriva dall'essere sempre stato un luogo destinato all'allevamento del bestiame. La presenza della frazione è indicata in una antica pergamena del 1179 che riporta Paulus de Boero a conferma che la frazione era presente già prima che il borgo di Gromo fosse riconosciuto come entità comunale.
 Spiazzi 
Da Boario con alcuni ripidi tornanti la strada continua la salita e dopo poche centinaia di metri si iniziano a incontrare le prime ville e palazzine di villeggiatura che compongono gli Spiazzi. Rinomata stazione sciistica, ha conosciuto un notevole incremento del turismo invernale nei primi anni 2000, grazie all'ampliamento degli impianti di risalita fino alla località piani di Vodala.
 Ripa 
Posta sul versante a nord ovest del paese, si divide in due contrade la Ripa Bassa e la Ripa Alta, dove sono presenti le due chiese quella della Visitazione di Maria, e l'oratorio della Santissima Trinità. La frazione è scarsamente abitata avendo subito la migrazione dei suoi abitanti verso le località industriali negli anni '50 e '60.

## Amministrazione
| Periodo        | Periodo        | Primo cittadino          | Partito                                   | Carica                  | Note |
| -------------- | -------------- | ------------------------ | ----------------------------------------- | ----------------------- | ---- |
| 1945           | 1946           | Negroni Simone           |                                           | Commissario prefettizio |      |
| 1946           | 1947           | Santus Guido             |                                           | Sindaco                 |      |
| 1947           | 1951           | Cattaneo Giuseppe Emilio |                                           | Sindaco                 |      |
| 1951           | 1955           | Morstabilini Agostino    |                                           | Sindaco                 |      |
| 1955           | 1956           | Santus Luigi             |                                           | Commissario prefettizio |      |
| 1956           | 1960           | Filisetti Lodovico       | Democrazia Cristiana                      | Sindaco                 |      |
| 1960           | 1970           | Filisetti avv. Licinio   | Democrazia Cristiana                      | Sindaco                 |      |
| 1970           | 1974           | Andreoletti Cav. Benito  | Democrazia Cristiana                      | Sindaco                 |      |
| 1974           | 1978           | Cittadini Geom Andrea    | Democrazia Cristiana                      | Sindaco                 |      |
| 1978           | 1978           | Cugini dott. Ettore      |                                           | Commissario prefettizio |      |
| 1978           | 1988           | Oprandi Umberto          | Democrazia Cristiana                      | Sindaco                 |      |
| 1988           | 1993           | Andreoletti cav. Benito  | Lista civica (area centro-sinistra)       | Sindaco                 |      |
| 6 giugno 1993  | 26 aprile 1997 | Beatrice Santina Olivari | Lista civica (area centro-sinistra)       | Sindaca                 |      |
| 27 aprile 1997 | 13 maggio 2001 | Beatrice Santina Olivari | Lista civica (area centro-sinistra)       | Sindaca                 |      |
| 14 maggio 2001 | 29 maggio 2006 | Luigi Santus             | Lista civica                              | Sindaco                 |      |
| 30 maggio 2006 | 15 maggio 2011 | Luigi Santus             | Lista civica                              | Sindaco                 |      |
| 16 maggio 2011 | 5 giugno 2016  | Ornella Pasini           | Lista civica Gromo e futuro               | Sindaca                 |      |
| 5 giugno 2016  | 4 ottobre 2021 | Sara Avv. Riva           | Lista civica Gromo.Presente per il futuro | Sindaca                 |      |
| 4 ottobre 2021 | in carica      | Sara Avv. Riva           | Lista civica Gromo da vivere              | Sindaca                 |      |

## Sport
Sul territorio è presente l'associazione sportiva Sci Club Gromo, fondata il 13 dicembre 1952, con lo scopo di avviare ed educare i giovani dell'alta valle, allo sport alpino e successivamente allo sci di fondo.

### Romanzi storici
- Nazareth Simoncelli, Aeternum. Confitemini Domino In Aeternum Misericordia Eius, 2019, ISBN 88-6912-153-4.